# Липовац (Нијемци)
Липовац је насељено место у саставу општине Нијемци, Република Хрватска.

## Историја
Насеље је раније било у саставу некадашње општине Винковци.

## Становништво
На попису становништва 2011. године, Липовац је имао 814 становника.
| Демографија | Демографија | Демографија |
| Година      | Становника  | Становника  |
| ----------- | ----------- | ----------- |
| 1961.       | 1.527       |             |
| 1971.       | 1.556       |             |
| 1981.       | 1.442       |             |
| 1991.       | 1.409       |             |
| 2001.       | 1.243       |             |
| 2011.       |             | 814         |

## Попис 1991.
На попису становништва 1991. године, насељено место Липовац је имало 1.409 становника, следећег националног састава:
| Попис 1991.‍   | Попис 1991.‍  | Попис 1991.‍ | Попис 1991.‍ | Попис 1991.‍ |
| ------------- | ------------ | ----------- | ----------- | ----------- |
|               |              |             |             |             |
| Хрвати        | Хрвати       |             | 1.362       | 96,66%      |
| Срби          | Срби         |             | 12          | 0,85%       |
| Албанци       | Албанци      |             | 4           | 0,28%       |
| Словаци       | Словаци      |             | 3           | 0,21%       |
| Словенци      | Словенци     |             | 2           | 0,14%       |
| Мађари        | Мађари       |             | 1           | 0,07%       |
| Муслимани     | Муслимани    |             | 1           | 0,07%       |
| Црногорци     | Црногорци    |             | 1           | 0,07%       |
| неопредељени  | неопредељени |             | 4           | 0,28%       |
| непознато     | непознато    |             | 19          | 1,34%       |
| укупно: 1.409 |              |             |             |             |